# Carex juniperorum
Carex juniperorum är en halvgräsart som beskrevs av Catling, Reznicek och William J. Crins. Carex juniperorum ingår i släktet starrar, och familjen halvgräs. Inga underarter finns listade i Catalogue of Life.